# Antheua liparidioides
Antheua liparidioides är en fjärilsart som beskrevs av Rothschild. Antheua liparidioides ingår i släktet Antheua och familjen tandspinnare. Inga underarter finns listade i Catalogue of Life.

## Bildgalleri

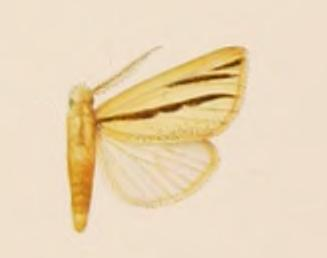